# Proceso de Verona

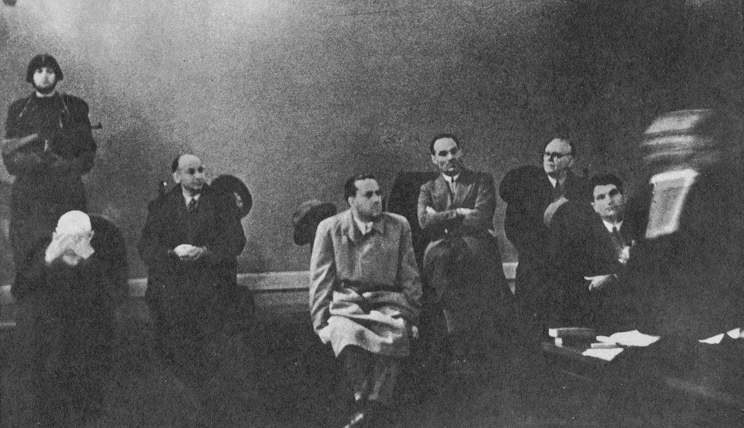
Los acusados de izquierda a derecha: Emilio De Bono (con las manos en la cara), Carlo Pareschi, Galeazzo Ciano, Luciano Gottardi, Giovanni Marinelli y Tullio Cianetti.

El proceso de Verona fue un juicio político llevado a cabo durante la Segunda Guerra Mundial en la ciudad italiana de Verona, entre el 8 y el 10 de enero de 1944, por un tribunal especial extraordinario de la República Social Italiana contra los antiguos miembros del Gran Consejo Fascista que habían votado por la destitución del dictador Benito Mussolini en la sesión del 25 de julio de 1943. El "tribunal especial" se constituyó en virtud de un decreto firmado por Mussolini, en su calidad de presidente de la República Social Italiana, con fecha de 11 de noviembre de 1943.

## Antecedentes
Después que Mussolini fuera derrocado por el Gran Consejo Fascista en julio de 1943, el nuevo gobierno fascista italiano al mando del mariscal Pietro Badoglio arrestó al Duce y pactó un armisticio con los Aliados el 8 de septiembre de 1943, abandonando así su alianza con el Tercer Reich. 
Ante ello, Hitler dispuso que las fuerzas armadas alemanas invadieran Italia y desarmaran a su ejército, después liberasen a Mussolini, y pusieran al Duce al frente de un gobierno títere expresamente creado por los alemanes: la República Social Italiana (RSI), concebida como un régimen completamente subordinado a la Alemania nazi como un simple satélite. Logrado todo el plan hitleriano, e instalada la República Social Italiana, los antiguos jerarcas fascistas que votaron la destitución de Mussolini fueron arrestados y procesados bajo las acusaciones de alta traición y de colaboración con el enemigo.

## El proceso

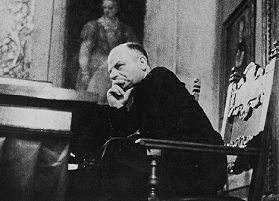
Andrea Fortunato, fiscal del juicio.

Fueron 19 los miembros del Gran Consejo Fascista que apoyaron la destitución del Duce, pero solo 6 de ellos (Galeazzo Ciano —antiguo ministro de Asuntos Exteriores y yerno del dictador—, Emilio De Bono, Giovanni Marinelli, Carlo Pareschi, Luciano Gottardi y Tullio Cianetti) se encontraban en poder del nuevo Estado de Mussolini, siendo por tanto los únicos que comparecieron ante el tribunal. Los otros 13 se hallaban en territorio italiano dominado por los Aliados occidentales o escondidos, y fueron juzgados en rebeldía.
Después que el nuevo gobierno fascista creara apresuradamente el "tribunal especial extraordinario" con sede en Verona, se formularon los cargos por "traición y colaboración con el enemigo" pero éstos resultaron arbitrarios y mal fundamentados, y desacreditaron este proceso desde el principio. Esto evidenció al proceso en su carácter de venganza política, al extremo que hasta el ministro de Justicia de la República Social Italiana, el juez fascista Piero Pisenti, se mostró reacio a la celebración de este proceso al considerarlo una farsa, considerando más "honorable" que el Duce ordenase directamente dar muerte a sus enemigos en lugar de constituir un tribunal para tal propósito.
Ya con anticipación, Hitler y otros jerarcas nazis como Joseph Goebbels y Joachim von Ribbentrop, estaban deseosos de venganza por lo que consideraban una "traición" por parte de sus aliados italianos pues así consideraban al Armisticio de Cassibile del 8 de septiembre de 1943, convenido con los aliados por parte del Gobierno monárquico de Pietro Badoglio, cuya formación fue propiciada precisamente por la votación del 25 de julio. Así, antes que empezara el proceso, los líderes del nazismo alemán habían exigido a Mussolini dar muerte a los "traidores del 25 de julio", advirtiendo que desaprobarían cualquier otro veredicto. 
Finalmente, el proceso comenzó el 8 de enero de 1944 en la Sala de la Música del Castelvecchio (Verona), prolongándose hasta el día 10, fecha de la sentencia. La primera deliberación se refirió a Tullio Cianetti, quien al día siguiente de haber votado por la destitución de Mussolini, le envió una carta en la que se volvía atrás de su postura y afirmaba su lealtad al derrocado dictador. Cianetti se libró de la pena de muerte a cambio de otra de 30 años de reclusión, por cinco votos contra cuatro. Después se deliberó sobre el veterano mariscal Emilio De Bono, respecto del cual se produjo un acalorado enfrentamiento entre dos de los miembros del tribunal a propósito de su condena a muerte o cárcel, produciéndose, incluso, un cambio de voto por parte de otro juez, inclinando definitivamente la balanza del lado de la pena capital. El resto de los acusados fue condenado a muerte sin discrepancias reseñables al respecto en el seno del tribunal.

## Las sentencias

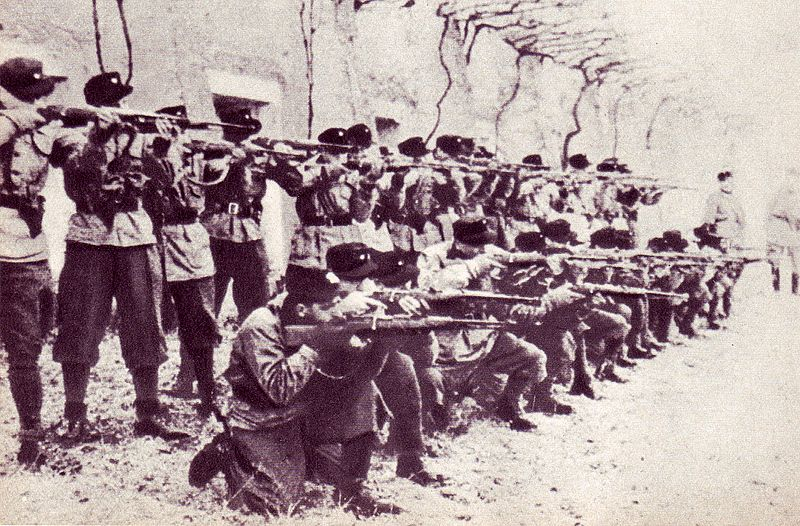
El pelotón de fusilamiento.

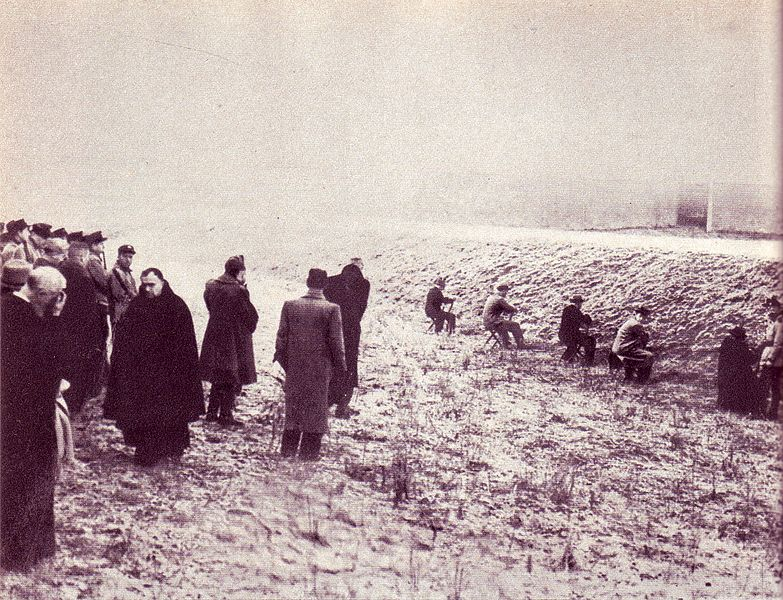
Los condenados esperando su ejecución (Ciano segundo a la derecha).

Las peticiones de gracia por parte de los condenados a muerte fueron desestimadas, en buena medida porque Mussolini, pese a las súplicas de su hija Edda, esposa de Galeazzo Ciano, desistió de conmutar cualquiera de las sentencias al conocer claramente que el régimen nazi —de quien dependía la "República Social Italiana" para existir— exigía ejecutar la condena a muerte de los sentenciados. De hecho, la burocracia de la RSI eludió dar una respuesta clara al pedido de clemencia hecho por los cuatro condenados, denegándolo horas antes de la ejecución.
En la mañana del 11 de enero de 1944, los condenados fueron conducidos al polígono de tiro de la Fortaleza de San Procolo, donde fueron fusilados de espaldas al pelotón, compuesto por voluntarios de la Policía Fascista de Verona. Fueron necesarias varias descargas para ejecutar a todos los condenados: la primera mató a De Bono, Marinelli y Gottardi. La segunda dio muerte a Pareschi. Ciano no pereció hasta recibir dos tiros de gracia por parte del comandante del pelotón.
Los otros procesados "en ausencia" fueron los líderes fascistas Dino Grandi, Giuseppe Bottai, Luigi Federzoni, Cesare Maria de Vecchi, Umberto Albini, Giacomo Acerbo, Dino Alfieri, Giuseppe Bastianini, Annio Bignardi, Giovanni Balella, Alfredo De Marsico, Alberto De Stefani y Edmondo Rossoni. Ninguno fue capturado por las autoridades  de la RSI, y todos sobrevivieron a la guerra.